# Rio Greşu
O Rio Greşu é um rio da Romênia, afluente do Putna, localizado no distrito de Vrancea.